# Kathleen Neal Cleaver
Kathleen Cleaver Neal (13 de mayo de 1945, Dallas, Texas) es una abogada y activista política estadounidense, conocida por ser miembro del partido Black Panther y el movimiento Black Power.   

## Biografía
Juette Kathleen Neal sus padres eran activistas y licenciados por la Universidad de Michigan. Su padre, Ernest Eugene Neal, era profesor de sociología en el Wiley College de Marshall, Texas, y su madre, Pearl Juette Johnson, obtuvo un máster en matemáticas. Tres años después de nacer Cleaver, su padre aceptó un trabajo como director del Consejo de Vida Rural del Instituto Tuskegee de Alabama, y se trasladaron a una comunidad predominantemente segregada de clase media. Años más tarde, Ernest ingresó en el Servicio Exterior. La familia se trasladó al extranjero y vivió en países como India, Liberia, Sierra Leona y Filipinas.
Kathleen regresó a Estados Unidos para asistir a un internado Quaker cerca de Filadelfia, la George School. Se graduó con honores en 1963. Continuó su educación en el Oberlin College en Ohio, y más tarde se trasladó a Barnard College en Nueva York. En 1966, dejó la universidad por un trabajo de secretaria en la oficina de Nueva York del Comité de Coordinación de Estudiantes por la No violencia (SNCC). Después de que su amigo de la infancia, Sammy Younge, fuera asesinado por supremacistas blancos. El giro del movimiento se caracterizó por el cambio de "Freedom Now" a "Black Power".

### Las panteras negras
Kathleen Neal Cleaver se encargó de la organización de una conferencia de estudiante en la Universidad de Fisk, en Nashville, Tennessee. Allí conoció a Eldridge Cleaver, ministro de información del Partido de las Panteras Negras, que hablaba en la conferencia. Acababa de salir de la cárcel, donde había escrito Soul on Ice. Se trasladó a San Francisco en noviembre de 1967 para unirse al Partido de las Panteras Negras y, después de Navidad, Eldridge y Kathleen se casaron.Ella se unió unas tres o cuatro semanas después de que Huey Newton fuera acusado de matar a un policía de Oakland en un tiroteo previo al sorteo. Fue en San Francisco donde Kathleen se convirtió en la Secretaria de Comunicaciones del partido y trabajó organizando manifestaciones, creando panfletos, celebrando ruedas de prensa, diseñando carteles y hablando en mítines y en televisión. Cleaver aplicó todo lo que aprendió del SNCC al Partido de las Panteras Negras. Ella misma creó el cargo, motivada por Julian Bond en el SNCC. A pesar de que más de dos tercios de los miembros de las Panteras Negras eran mujeres, Cleaver formaba parte de un pequeño grupo de mujeres destacadas en el Partido de las Panteras Negras, entre las que se encontraban Elaine Brown y Ericka Huggins.Como secretaria de comunicaciones, fue la primera mujer miembro del órgano de toma de decisiones del partido. El cargo combinaba las funciones de portavoz y secretaria de prensa. Cleaver organizó la campaña nacional para liberar a Huey Newton. 
El primer ataque importante contra el Partido de las Panteras Negras se produjo en la década de 1960 a manos del primer equipo SWAT de Los Ángeles. En 1971, casi 30 de los miembros del Partido Pantera Negra habían sido asesinados. A Cleaver le costó recuperarse del fallecimiento de tantos de sus compañeros y quedó emocionalmente marcada. En 1968 el mismo año en que su marido se presentó a las elecciones presidenciales por el partido Paz y Libertad, se presentó como candidata por el distrito 18 de la asamblea estatal de California, también por el partido Paz y Libertad. Cleaver recibió 2.778 votos, el 4,7% del total, y quedó tercera en una carrera de cuatro candidatos.
Como resultado de su participación en el Partido de las Panteras Negras, los Cleaver fueron a menudo objeto de investigaciones policiales. En 1968, antes de un mitin de los Panteras, el Escuadrón Táctico de San Francisco allanó el apartamento de los Cleaver bajo la sospecha de que escondían armas y munición. Ese mismo año, Eldridge Cleaver organizó una emboscada contra la policía de Oakland en la que resultaron heridos dos agentes. Cleaver resultó herido y su compañero Bobby Hutton, miembro de las Panteras Negras, murió en un tiroteo tras el intercambio inicial de disparos. Acusado de intento de asesinato, se saltó la fianza para huir a Cuba y más tarde fue a Argelia.
Cuando Eldridge Cleaver regresó a Estados Unidos, declaró que el tiroteo había sido una emboscada deliberada contra la policía. El autor que dio a conocer la noticia de la afirmación de Cleaver dudó de su veracidad porque se produjo en el contexto de un discurso poco habitual en el que Cleaver afirmó que "necesitamos a la policía como héroes" y dijo que denunciaba las juntas civiles de revisión de los tiroteos policiales porque "es un sello de goma para el asesinato". El autor especuló con que podría haber sido un pago para el sistema judicial del condado de Alameda, cuyo juez pocos días antes había concedido a Eldridge Cleaver la libertad condicional en lugar de la pena de prisión. Cleaver fue condenado a realizar servicios comunitarios tras ser acusado de tres delitos de agresión contra tres agentes de policía de Oakland. El documental de la PBS A Huey Newton Story informó de que "Bobby Hutton recibió más de doce disparos cuando ya se había rendido y se había quitado la ropa interior para demostrar que no iba armado".
Durante su estancia en el Partido de las Panteras Negras, Cleaver ayudó a alimentar a la gente, proporcionó atención médica a las familias y las llevó a visitar a sus seres queridos en prisión. También "ayudó a organizar retiros de sanación para mujeres que habían estado en el Partido Pantera Negra, mujeres que habían vivido en la clandestinidad, que habían sido torturadas, que habían sido exiliadas".

### Vida en el exilio
Eldridge pasó siete meses en Cuba y fue finalmente a reunirse con Kathleen en Argelia en 1969. Kathleen dio a luz a su primer hijo, Maceo, poco después de llegar a Argelia. Un año más tarde dio a luz a la hija Jojuyounghi, mientras que la familia se encontraba en Corea del Norte. 
En 1971, Huey Newton, un compañero miembro del partido, y Eldridge tuvieron un desacuerdo lo que condujo a la expulsión de la Internacional de la Subdivisión de Negro del Partido de las Panteras. Los Cleavers  formaron una nueva organización llamada Red de Comunicación Popular Revolucionaria. Kathleen promovió  y habló de la nueva organización trasladándose a Nueva York. El gobierno argelino se disgustó con Eldridge y la nueva organización, y éste se vio obligado a abandonar el país en secreto y reunirse con Kathleen en París en 1973. Ese mismo año, Kathleen viajó a Estados Unidos para organizar el regreso de Eldridge y recaudar fondos para su defensa. 
En 1974, el gobierno francés concedió la residencia legal a los Cleaver y la familia se reunió. Sin embargo, al cabo de sólo un año, los Cleaver regresaron a Estados Unidos, donde Eldridge fue detenido y juzgado por el tiroteo de 1968 y declarado culpable de agresión. Fue condenado a cinco años de libertad condicional y 2.000 horas de servicios comunitarios. Cleaver se puso a trabajar en el Fondo de Defensa de Eldridge Cleaver, y quedó en libertad bajo fianza en 1976. La situación legal de Eldridge no se resolvió hasta 1980. Durante todo este tiempo, Eldridge cambió sus opiniones políticas hacia la derecha. 

### Vida actual
Después de que la situación jurídica de Eldridge se resolviera, Kathleen regresó a la escuela en 1981, recibiendo una beca completa de la Universidad de Yale. Se graduó en 1983, summa cum laude en Historia. En 1987, Kathleen se divorcia de Eldridge Cleaver. Había decidido que quería ser abogada cuando asistió a las audiencias del caso Watergate a principios de los años 70. Por ello, continuó su formación y se doctoró en Derecho por la Facultad de Derecho de Yale en 1989. Tras licenciarse, trabajó para el bufete de abogados Cravath, Swaine & Moore, y siguió con numerosos empleos, como asistente jurídica en el Tribunal de Apelación del Tercer Circuito de Filadelfia, a las órdenes del juez A. Leon Higginbotham, profesora de la Universidad Emory de Atlanta, profesora visitante en la Facultad de Derecho Benjamin N. Cardozo de Nueva York, en la Escuela de Postgrado de la Universidad de Yale y en el Sarah Lawrence College. 
En 2005,  fue seleccionada becaria inaugural de la Fundación Fletcher. Posteriormente trabajó como investigadora asociada en la Facultad de Derecho de Yale y como profesora titular en el departamento de Estudios Afroamericanos de la Universidad de Yale. En la actualidad es profesora titular en la Facultad de Derecho de la Universidad de Emory. Además de su carrera profesional, trabaja en numerosas campañas, como la libertad del preso condenado a muerte Mumia Abu-Jamal y el habeas corpus para Geronimo Pratt. Cleaver ha trabajado durante muchos años en la elaboración y publicación de un libro de memorias titulado Memories of Love and War. Sus escritos han aparecido en numerosos periódicos y revistas, como Ramparts, The Black Panther, The Village Voice, The Boston Globe y Transition, y ha contribuido con ensayos académicos a los libros Critical Race Feminism, Critical White Studies, The Promise of Multiculturalism y The Black Panther Party Reconsidered. También ha colaborado en la edición de ensayos y un escrito de Eldridge Cleaver, Target Zero: A Life in the Writing. Ella y otros antiguos miembros del Partido de las Panteras Negras siguen reuniéndose y debatiendo temas.